# Mateo de la Mata Ponce de León
Mateo de la Mata y Ponce de León (Requena, Comunidad Valenciana, ¿1645? - Lima, 1720) fue un magistrado y político español, que ejerció como presidente de la Real Audiencia de Quito desde 1691 hasta 1699, y como gobernador interino del Virreinato del Perú, en su calidad de presidente de la Audiencia Gobernadora de Lima, en 1716.

## Biografía

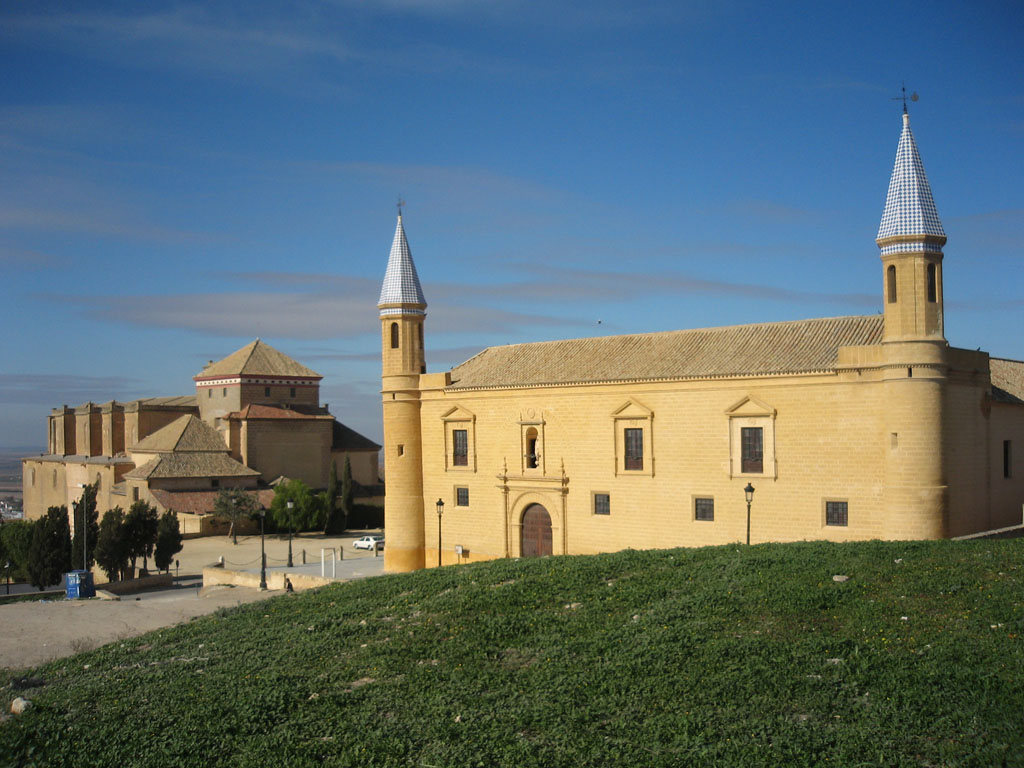
Universidad y colegiata de Osuna

Sus padres fueron Mateo de Cuenca Mata e Isabel Ponce de León e Iranzú. Fue colegial de San Ildefonso de Alcalá durante ocho años, donde regentó algunas cátedras, bachiller en Sagrados Cánones por la Universidad de Salamanca, licenciado por la Universidad de Osuna, y caballero de la Orden de Calatrava.
Fue nombrado oidor de la Real Audiencia de Santafé, el 22 de agosto de 1674, y asumió sus funciones a fines de 1675. El 31 de octubre de 1680 fue promovido a Alcalde del Crimen en la Real Audiencia de Lima, siendo promovido a oidor de la misma el 26 de enero de 1687. 
Trasladado a la Presidencia de la Real Audiencia de Quito, el 27 de octubre de 1699,  ejerció dicho cargo durante 8 años, para volver luego a su cargo de oidor en Lima, en 1699. Fue promovido para ocupar una plaza en el Consejo de Indias, pero prefirió quedarse en el Perú. 
En 1716 el virrey Diego Ladrón de Guevara (quien había sido Obispo de Quito) fue separado de su cargo, y Mateo de la Mata, en su calidad de oidor decano (es decir, el más antiguo de la audiencia), fue nombrado interinamente como presidente de la Audiencia Gobernadora, gobernador y capitán general del Virreinato del Perú. Ejerció este cargo desde el 2 de marzo hasta el 15 de agosto de 1716. 
En la década de 1680, cuando ejercía el cargo de Alcalde del Crimen de Lima, se casó por poder con Luisa de Céspedes, limeña e hija del sevillano Juan Antonio de Céspedes y Toledo, Caballero de Santiago, y de la limeña María de Arcos y Aguilar. Años más tarde fallecería en ejercicio de sus funciones, en 1720.

## Presidente de la Real Audiencia de Quito (1691-1699)
Mateo de la Mata y Ponce de León fue nombrado Presidente de la Real Audiencia de Quito mediante decreto del 27 de octubre de 1689, pero tomó posesión del cargo el 10 de enero de 1691 y gobernó hasta 1699. Para entonces, ya tenía amplia experiencia en administración pública. Como era costumbre en la Audiencia de Quito, los dos primeros años de su gobierno fue visitador general y fiscalizó el gobierno de su finado antecesor y de los oidores. 

Plano de Guayaquil en 1741 donde se muestra aproximadamente la ubicación de la Ciudad Nueva y Ciudad Vieja.

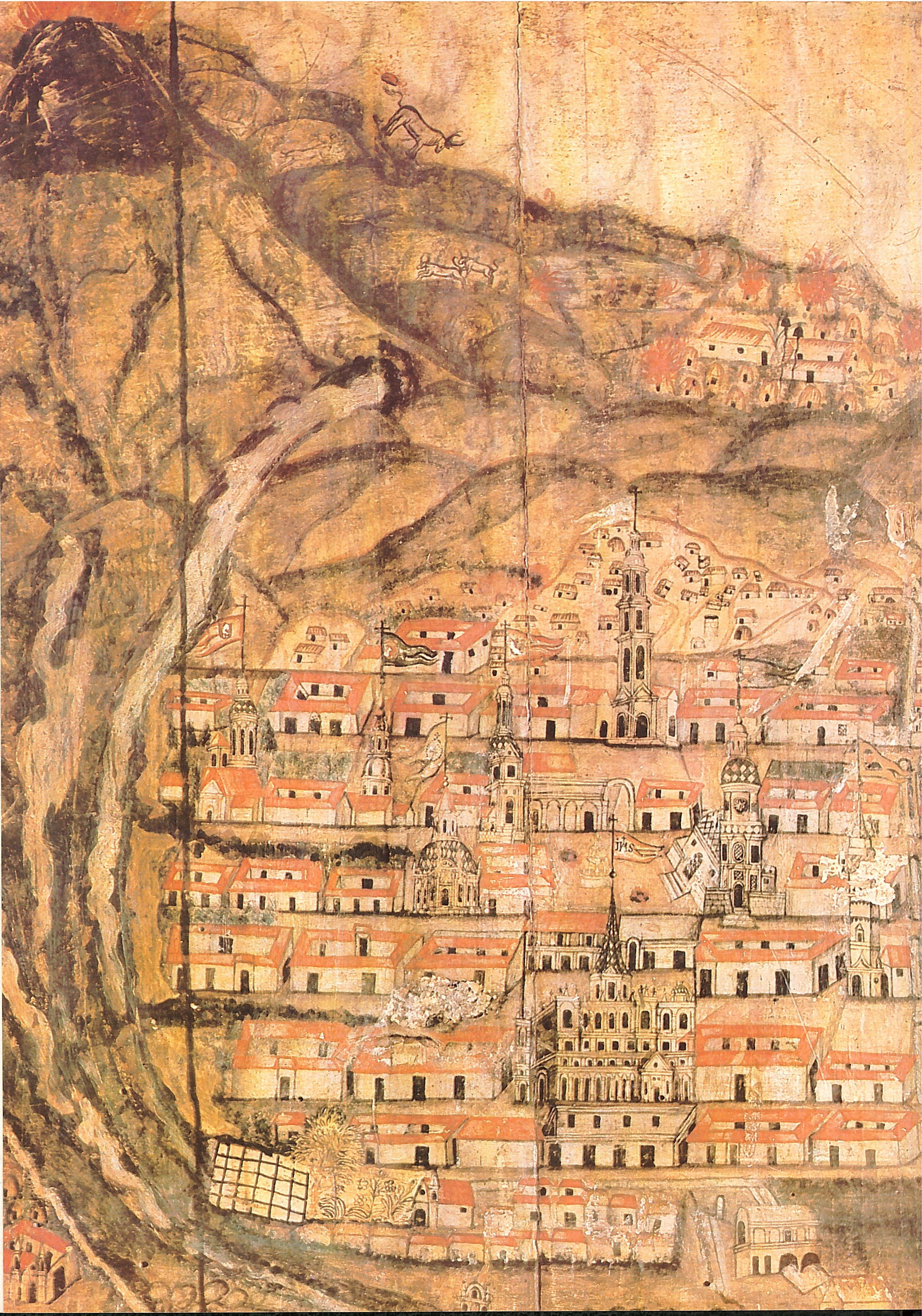
Plano de Latacunga ciudad que sufriría un terremoto a finales del siglo XVII

Cuando Mata se hizo cargo de la presidencia de Quito casi todos los bucaneros habían abandonado el Pacífico y la amenaza desapareció lentamente. Pero tuvo que hacer frente a las consecuencias de más de una década de ataques piratas devastadores. Asumió la responsabilidad de construir la nueva ciudad de Guayaquil, y en 1693 envió al oidor Cristóbal de Cevallos y Borja para que supervise las obras y diseñe la planta de la nueva ciudad. El corregidor de Guayaquil, Fernando Ponce de León, falleció en 1694 y Mata nombró como interino en ese cargo al oidor Cevallos hasta que llegó el titular con nombramiento del Rey. En 1696 el propio Mata viajó a Guayaquil para supervisar personalmente el avance de las obras. Durante su gobierno se robustecieron las instituciones políticas y mejoró la situación económica. Se interesó por la instrucción de los indígenas, pero consideró que para tal fin era necesario suprimir el uso del idioma quechua. Este idioma que había sido la base del trilinguismo que se impulsó desde las universidades en la Real Audiencia de Quito y dividía efectivamente en tres grupos a los habitantes, el primero a través del castellano desarrollaba toda la vida en la dimensión civil, por otro lado a través del latín se hacía la liturgia en la iglesia y se estudiaba a los principales autores escolásticos y científicos. El tercero a través del quichua se unificó colaborando con los nobles indígenas a las lenguas que existían anteriormente en el territorio de la Audiencia. La supresión del quichua muestra por un lado el desarrollo y la fuerza que finalmente había logrado tener el castellando y por otra el mestizaje de los nobles indígenas que durante el siglo XVI eran los caciques gobernadores de las reducciones pero para fines del siglo XVII se habían emparentado con importantes familias españolas, y a través de su mezcla se habían asimilado.  
También se produjeron catástrofes naturales de grandes proporciones, como un terremoto en 1692 que asoló Latacunga, y en el que murieron ocho de sus veintidós mil habitantes. Enseguida, una epidemia asoló el reino, entre 1693 y 1694. Además se produjo una grave sequía durante esos años, que se extendió hasta finales del siglo. Finalmente, el 20 de junio de 1698, otro sismo destruyó lo poco que se había reconstruido de Latacunga y afectó también Ambato y Riobamba con un considerable número de víctimas. Los daños causados por tal cataclismo no se limitaron a dichas ciudades sino que se extendieron a los pueblos y aldeas de los contornos, de modo que la catástrofe fue general. En medio de tal panorama, Mata se distinguió por su caridad y devoción, al destinar sus propias rentas al socorro de las víctimas de la epidemia, y al unirse a la gente para recorrer por las tardes algunas calles de Quito rezando el rosario.

## Presidente de la Audiencia Gobernadora de Lima (1716)

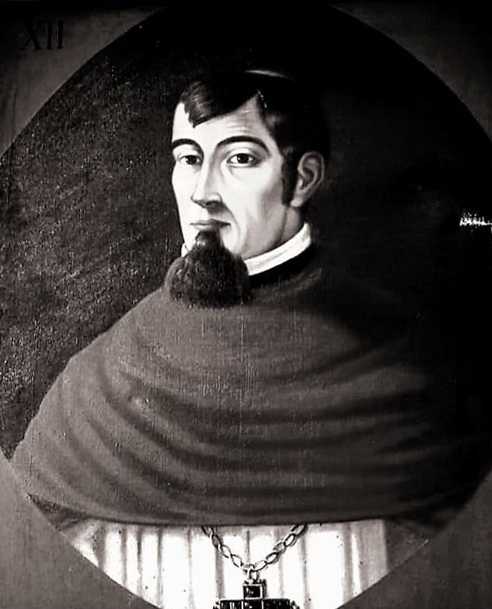
Diego Ladrón de Guevara

La Real Audiencia de Lima presidida por el oidor decano Mateo de la Mata y Ponce de León, gobernó desde el 2 de marzo de 1716, día en que recibió el mando de Diego Ladrón de Guevara, (quien a su vez había sido aunque de manera interina Virrey del Perú) hasta el 15 de agosto del mismo año, en que llegó a Lima el arzobispo de Charcas Diego Morcillo Rubio de Muñón, nombrado virrey interino, mientras llegaba el virrey titular que debía sucederle.
Diego Ladrón de Guevara permaneció en Lima, mientras duró el juicio de residencia que se le siguió por el alcalde del crimen José Potau y en el que lo defendió el inminente letrado limeño Tomás de Salazar, juicio que se prolongó hasta 1718, logrando su completa absolución.
Inicialmente se le había propuesto el cargo en la Real Cancillería de la ciudad de Valladolid, con lo que tenía la oportunidad de regresar a España, sin embargo rechazó la posición ya que la consideraba inferior a lo que él merecía. Por esta razón terminaría siendo promovido dentro de América en el virreinato del Perú. La plaza que consiguió originalmente fue en el consejo de indias, órgano administrativo importante donde sin embargo no quiso aceptar y prefirió ir a Lima donde viviría sus últimos días con el destino de Oidor Decano en la Audiencia de aquella ciudad.